# Rungia camerunensis
Rungia camerunensis är en akantusväxtart som beskrevs av D. Champluvier. Rungia camerunensis ingår i släktet Rungia och familjen akantusväxter. Inga underarter finns listade i Catalogue of Life.